# Post-SG Thorn
Post-Sportgemeinschaft Thorn – niemiecki klub sportowy z siedzibą w Toruniu, działający w latach 1940–1945. Występował w niższej klasie rozgrywkowej Okręgu Gdańsk-Prusy Zachodnie.

## Historia

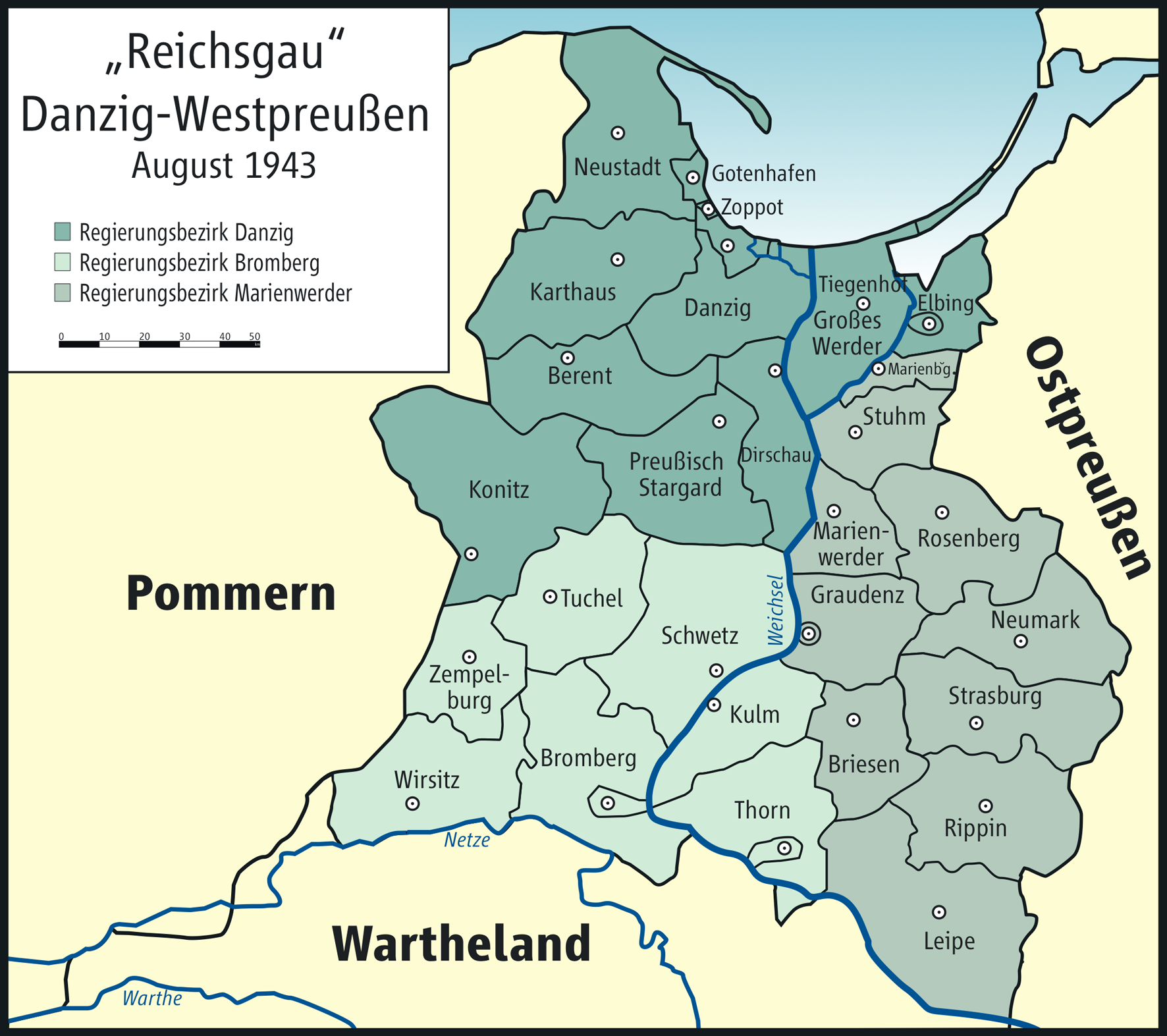
Podział polityczno-administracyjny Prowincji Gdańsk-Prusy Zachodnie na rejencje i miasta powiatowe

W przeciwieństwie do ogólnomiejskiego SV Thorn, Post-SG był klubem urzędników pocztowych. Założony został w okupowanym Toruniu dopiero w roku 1941. Chociaż nie znamy nazwisk żadnych piłkarzy klubu, możemy przypuszczać, że byli to wyłącznie Niemcy, ewentualnie osoby które podpisały niemiecką listę narodowościową. Już bowiem w latach poprzedzających powstanie klubu, w ramach akcji Intelligenzaktion, między 600 a 1100 polskich mieszkańców Torunia straciło życie w podtoruńskim lesie na Barbarce. Drugie tyle wysiedlono do Generalnego Gubernatorstwa.

### Sezon 1941/1942
W swoim pierwszym sezonie klub trafił do niższej ligi Okręgu Gdańsk-Prusy Zachodnie (1. Klasse Danzig-Westpreußen). Podzielona była ona na trzy Rejencje: gdańską, bydgoską i kwidzyńską. Ponadto Rejencja Bydgoska dzieliła się na dwie grupy (Staffel) - A i B. Z niewiadomych przyczyn, chociaż Post-SG Thorn wygrał swoją grupy (B), to nie zagrał ani w finale Rejencji ani nie uzyskał prawa do gry w kwalifikacjach do Gauligi na przyszły sezon - w obu przypadkach został zastąpiony przez SV Thorn.
| L.p.           | Zespół                         | Pkt  | M | W | R | P | Br+ | Br− | +/− |
| -------------- | ------------------------------ | ---- | - | - | - | - | --- | --- | --- |
| 1.             | Post-SG Thorn (B)              | 11:3 | 7 | 5 | 1 | 1 | 29  | 20  | +9  |
| 2.             | SV Thorn                       | 6:4  | 5 | 3 | 0 | 2 | 27  | 13  | +14 |
| 3.             | Reichsbahn SG Thorn (B)        | 4:6  | 5 | 2 | 0 | 3 | 17  | 23  | -6  |
| 4.             | SC Graudenz                    | 3:7  | 5 | 1 | 1 | 3 | 11  | 17  | -6  |
| 5.             | TuSV Schulitz (Solec Kujawski) | 0:0  | 0 | 0 | 0 | 0 | 0   | 0   | 0   |
| 6.             | SG OrPo Thorn                  | 0:4  | 2 | 0 | 0 | 2 | 2   | 13  | -11 |
| Źródło: "DSFS" |                                |      |   |   |   |   |     |     |     |

### Sezon 1942/1943
W tym sezonie niższa liga podzielona została na siedem grup: gdańską, sopocko-gdyńską, elbląską, tczewsko-chojnicką, malborską, grudziądzko-kwidzyńską oraz bydgosko-toruńską. Klub trafił oczywiście do tej ostatniej i uzyskał w niej fatalny wynik. Zajął ostatnie miejsce, nie zdobywając nawet punktu.
| L.p.           | Zespół                 | Pkt | M | W | R | P | Br+ | Br− | +/− |
| -------------- | ---------------------- | --- | - | - | - | - | --- | --- | --- |
| 1.             | WSV Bromberg (B)       | 9:1 | 5 | 4 | 1 | 0 | 21  | 9   | +12 |
| 2.             | Reichsbahn SG Bromberg | 7:1 | 4 | 3 | 1 | 0 | 15  | 6   | +9  |
| 3.             | SV Thorn II (B)        | 0:0 | 0 | 0 | 0 | 0 | 0   | 0   | 0   |
| 4.             | Reichsbahn SG Thorn    | 0:6 | 3 | 0 | 0 | 3 | 2   | 14  | -12 |
| 5.             | Post-SG Thorn          | 0:8 | 4 | 0 | 0 | 4 | 5   | 14  | -9  |
| Źródło: "DSFS" |                        |     |   |   |   |   |     |     |     |

### Sezon 1943/1944
Niepowodzenie z poprzedniego sezonu klub całkowicie powetował sobie w kolejnym. Tym razem niższa liga podzielona została na sześć grup: gdańską, sopocko-gdyńską, elbląską, tczewsko-chojnicką, grudziądzko-kwidzyńską oraz bydgosko-toruńską. Pocztowi piłkarze wygrali grupę, co dało im prawo gry w turnieju barażowym o Gauligę.
| L.p.           | Zespół                            | Pkt | M | W | R | P | Br+ | Br− | +/− |
| -------------- | --------------------------------- | --- | - | - | - | - | --- | --- | --- |
| 1.             | Post-SG Thorn                     | 5:5 | 5 | 2 | 1 | 2 | 22  | 16  | +6  |
| 2.             | VfL Kulm (Chełmno)                | 5:3 | 4 | 2 | 1 | 1 | 11  | 7   | +4  |
| 3.             | Reichsbahn SG Kulmsee (Chełmża)   | 2:0 | 1 | 1 | 0 | 0 | 1   | 0   | +1  |
| 4.             | SV Thorn II / Reichsbahn SG Thorn | 2:4 | 3 | 1 | 0 | 2 | 10  | 15  | -5  |
| 5.             | WSV Bromberg                      | 0:2 | 1 | 0 | 0 | 1 | 1   | 7   | -6  |
| 6.             | Reichsbahn SG Bromberg            | 0:0 | 0 | 0 | 0 | 0 | 0   | 0   | 0   |
| Źródło: "DSFS" |                                   |     |   |   |   |   |     |     |     |

W turnieju barażowym rywalami klubu byli: zwycięzca grupy tczewsko-chojnickiej HUS Mewe i zwycięzca grupy grudziądzkiej SC Graudenz. Pocztowcy z Torunia byli o krok od awansu - wygrali i przegrali z podoficerami z Gniewu oraz wygrali i zremisowali z klubem z Grudządza, a ponieważ podoficerowie pokonali grudziądzan dwukrotnie, to oni wygrali baraże. Zresztą terminarz barażów, jak większości rozgrywek w tamtym okresie, był mocno chaotyczny, np. już po pierwszej porażce w Gniewie pocztowcy wiedzieli, że awans uzyskali rywale, co by oznaczyło, że do tego momentu musieli oni już dwukrotnie pokonać grudziądzan, podczas gdy torunianie mieli na koncie dopiero jeden mecz z tym rywalem (zremisowany).
| L.p.           | Zespół           | Pkt | M | W | R | P | Br+ | Br− | +/− |
| -------------- | ---------------- | --- | - | - | - | - | --- | --- | --- |
| 1.             | HUS Mewe (Gniew) | 6:2 | 4 | 3 | 0 | 1 | 12  | 8   | +4  |
| 2.             | Post-SG Thorn    | 5:3 | 4 | 2 | 1 | 1 | 9   | 7   | +2  |
| 3.             | SC Graudenz      | 1:7 | 4 | 0 | 1 | 3 | 4   | 10  | -6  |
| Źródło: "DSFS" |                  |     |   |   |   |   |     |     |     |

| Wyniki w turnieju barażowym do Gauligi | Wyniki w turnieju barażowym do Gauligi | Wyniki w turnieju barażowym do Gauligi | Wyniki w turnieju barażowym do Gauligi | Wyniki w turnieju barażowym do Gauligi |
| -------------------------------------- | -------------------------------------- | -------------------------------------- | -------------------------------------- | -------------------------------------- |
| Rywal                                  | w Toruniu                              | w Toruniu                              | na wyjeździe                           | na wyjeździe                           |
| Rywal                                  | data                                   | wynik                                  | data                                   | wynik                                  |
| HUS Mewe                               | 21.05.1944                             | 6:3                                    | 30.04.1944                             | 0:2                                    |
| SC Graudenz                            | 7.05.1944                              | 2:1                                    | 16.04.1944                             | 1:1                                    |
| Źródło: "Thorner Freiheit"             |                                        |                                        |                                        |                                        |

### Sezon 1944/1945
Sytuacja na froncie wschodnim spowodowała, że rozgrywki zarówno Gauligi jak i niższej ligi zawieszono po zaledwie kilku meczach - sezon Gauligi rozpoczął się 23 lipca gdy tymczasem jeszcze 16 lipca Rosjanie zajęli Grodno, 27 lipca Białystok, 2 sierpnia dotarli do wschodnich przedmieść Warszawy a 29 sierpnia na zachód od Kowna osiągnęli wschodnią granicę z Prusami Wschodnimi. Ponieważ dłuższe podróże na mecze okazały się niemożliwe, wszystkie kluby z okręgu które wyraziły chęć dalszej gry, podzielono na cztery grupy: gdańską, gdyńską, elbląską i bydgoską. Klub trafił do tej ostatniej razem z klubami z Bydgoszczy (SG Bromberg, Reichsbahn SG Bromberg), Chełmna (VfL Kulm) oraz lokalnym rywalem SV Thorn. Żaden mecz nie został jednak rozegrany:
- 9 października 1944 toruńska prasa podała kilka wyników innych grup i poinformowała, że mecze Post-SG Thorn : VfL Kulm oraz SV Thorn : Reichsbahn SG Bromberg trzeba było przełożyć[4].
- 16 października 1944 ta sama gazeta podała wyniki kilku spotkań, jednakże znalazły się tam wyłącznie mecze pozostałych grup. Natomiast dwa spotkania określono jako "ausgefallen" (przełożone) - były to kolejne spotkania grupy bydgoskiej - Post-SG Thorn : Reichsbahn SG Bromberg oraz SV Thorn : VfL Kulm[5]. Było to ostatnie wspomnienie konkretnych klubów z grupy bydgoskiej, w tym SV Thorn.
- 6 listopada 1944 toruńska prasa tradycyjnie podała wyniki rozgrywek, ale o grupie bydgoskiej napisała, że "swoich rozgrywek jeszcze nie rozpoczęła"[6]. Była to ostatnia wzmianka o rozgrywkach grupy bydgoskiej, chociaż wyniki pozostałych grup podawano aż do początku stycznia.

Jeszcze przed początkiem sezonu, 6 lipca wygrał sparing z Post-SG Breslau 6:0, a po jego zawieszeniu, 30 lipca poniósł klęskę z lokalnym rywalem SV Thorn 1:17 (1:8). Były to dwa ostatnie rozegrane mecze klubu, dalsze jego losy nie są znane, najprawdopodobniej został rozwiązany pod koniec roku 1944 lub na początku roku następnego (W styczniu 1945 rozpoczęto ewakuację ludności niemieckiej na zachód, do 20 stycznia Toruń opuściła prawie połowa mieszkańców, niemal wyłącznie Niemców; 23 stycznia rozpoczęły się walki na przedmieściach miasta, a po ewakuacji garnizonu w nocy 30-31 stycznia, 1 lutego do miasta wkroczyły oddziały Armii Czerwonej).